# Гоньба (Кировская область)
Гоньба — село в Малмыжском районе Кировской области. Входит в состав Савальского сельского поселения. 

## География
Находится на правом берегу Вятки на расстоянии примерно 7 километров по прямой на север от районного центра города Малмыж.

## История
Известно с 1646 года, когда в починке Гонбинский было учтено 182 жителя мужского пола. В 1764 году 323 жителя. В 873 году дворов 154 и жителей 737, в 1905 166 и 1072, в 1926 157 и 843 соответственно. В 1950 году было 232 двора и 818 жителей. В 1989 году учтено 470 жителей. Троицкая церковь с 1793 года. Паромная переправа на довольно популярном транспортном участке 4 раза в сутки.

## Население
Постоянное население  составляло 298 человек (русские 92%) в 2002 году, 208 в 2010.